# گورستان چلیچه
گورستان چلیچه مربوط به دوره زند تا دوره قاجار است و در شهرستان فارسان، بخش جونقان، دهستان میزدج سفلی، شهر چلیچه واقع شده و این اثر در تاریخ ۲۸ شهریور ۱۳۸۶ با شمارهٔ ثبت ۱۹۶۷۳ به‌عنوان یکی از آثار ملی ایران به ثبت رسیده است.